# Flags of the World

Flagge der FOTW

Flags of the World (FOTW) ist eine internationale Vereinigung von Vexillologen im Internet. Online besteht eine Mailingliste und eine Website mit der umfangreichsten Sammlung von Informationen und Bildern zur Flaggenkunde im Internet. Mailingliste und Website verwenden Englisch als Sprache. Die FOTW-Mailingliste wurde im September 1993 vom Italiener Giuseppe Bottasini mit einigen Dutzend Mitgliedern gegründet, seit 1994 existiert die Website. FOTW schloss sich 2001 der Fédération internationale des associations vexillologiques FIAV (Internationale Föderation der vexillologischen Vereinigungen) an. Direktor von FOTW und Nachfolger von Bottasini ist seit Juni 1998 der Kanadier Rob Raeside.

## Website
Die FOTW-Website flagspot.net besteht aus mehr als 65.000 Seiten mit mehr als 129.000 Flaggenbildern (Stand: Oktober 2017). Dazu gehört außerdem ein umfangreiches Vexillologiewörterbuch.
Neben Rob Raeside, als grafischem Redakteur, arbeiten 35 weitere Redakteure aus der ganzen Welt ehrenamtlich an der Website. Sie wird gewöhnlich wöchentlich mit neuem Material ergänzt und aktualisiert, einige der insgesamt 22 Mirrorseiten in acht Ländern aber nur monatlich. Aufgrund der großen Menge an Daten sind nicht alle Informationen auf dem neuesten Stand, einige Mirrors werden auch nicht mehr aktualisiert.
A. P. Burgers nennt in seinem The South African flag book von 2008 die Webseite von FOTW die ohne Zweifel allumfassendste Webseite zum Thema Flaggen. Sie sei der Hauptmotor der weltweiten Zunahme am Interesse an und der Sammlung von Daten über Flaggen. Nach Peter J. Orenski im Jahr 2003 sind alle anderen Flaggenprojekte, die jemals durchgeführt wurden Zwerge im Vergleich zu FOTW.
Nach eigener Aussage ist die Qualität der auf der Webseite veröffentlichten Informationen sehr variabel: Sie enthält nicht nur bekannte Flaggen, sondern auch lediglich auf Gerüchten basierende Zeichnungen und Beiträge, die entsprechend dokumentiert werden. Die veröffentlichten Beiträge werden ausdrücklich als Privatmeinungen deklariert. FOTW lehnt jede Verantwortung für den Wahrheitsgehalt und die Richtigkeit der veröffentlichten Informationen ab.

## Mailingliste
Hauptquelle für die Daten auf der FOTW-Website sind die Beiträge der 1125 Mitglieder (Stand Februar 2013) der FOTW-Mailingliste. Eine Gruppe von Redakteuren, die sich aus unbezahlten Freiwilligen rekrutiert, verwaltet und verarbeitet die Informationen. Eine weitere Datenquelle sind Einsendungen aus der ganzen Welt an FOTW. Ungeprüfte Einträge gibt es bei FOTW nicht. Die Verwaltung der Mailingliste übernimmt ein List Master, dessen Posten aus den Mitgliedern besetzt wird.
Der erste Host der Mailingliste war CESI. Im Juli 1997 wechselte man zur University of California in Berkeley, ein Jahr später zu QNET.com, im Jahr 2000 zu eGroups.com und – nach einer Zunahme von Spam – 2001 auf YahooGroups.com. Als die Yahoo Groups eingestellt wurden, wechselte man erneut, nun zu groups.io.
List Master war ab 1997 der Amerikaner Josh Fruhlinger und ab 1998 der Amerikaner Edward Mooney. Im August 2000 übernahm der Däne Ole Andersen,  2002 folgte der Amerikaner Steve Kramer und nach dessen Aufgabe aus gesundheitlichen Gründen Ende 2003 der Portugiese António Martins-Tuválkin. Ab 2005 folgten André Coutanche aus Großbritannien und 2007 bis 2009 Jonathan Dixon. Ab 2009 hatte der Franzose Ivan Sache das Amt inne und von 2011 bis 2013 Nathan Lamm der neue List Master. Aktueller List Master ist Dirk Schönberger.

## Flagge
Die Flagge der Organisation ist eine asymmetrisch vertikal geteilte, weiß-blaue Flagge mit fünf nach oben gerichteten verschiedenfarbigen Sternen, die einen Kreis um einen schwarzen Stern bilden. Das Design stammt von Mark Sensen und wurde aus zehn Kandidaten durch eine Abstimmung auf der Mailingliste ausgewählt. Angenommen wurde die Flagge am 8. März 1996. Somit wurde der 8. März zum Flaggentag von FOTW auserkoren.
Sensen erklärt die Symbolik folgendermaßen:
Weiß steht für Frieden, Blau für Fortschritt. Die sechs Farben der Sterne sind die am häufigsten verwendeten Farben in Flaggen. Zusammen bilden die vielen Sterne den Kreis als größeres Symbol. Die Verbindung, die die Sterne so eingehen, stellt das Internet dar.
Die Flagge wird zumeist online benutzt. Sie existiert aber auch als reale Flagge, die zum Beispiel bei Vexillologiekongressen Verwendung findet.

## Soziale Medien
Mit „Flags of the World (FOTW)“ gibt es einen Ableger auf Facebook. Er wurde 2010 von Edward Mooney Jr. gegründet und hat derzeit 13.000 Mitglieder (Stand August 2020).